# Diocese da Campanha
A Diocese da Campanha (Dioecesis Campaniensis in Brasilia) é uma divisão territorial da Igreja Católica no estado de Minas Gerais. Foi criada em 8 de setembro de 1907 pelo decreto pontifício Spirituali Fidelium, de São Pio X.

## História

Mapa da Diocese de Campanha.

Regional CNBB Leste 2.

A Diocese da Campanha foi criada pelo Papa São Pio X, a 8 de setembro de 1907, pelo decreto pontifício “Spirituali fidelium bonum” (O bem espiritual dos fiéis) e teve como primeiro administrador, o bispo de Pouso Alegre, Dom João Batista Corrêa Nery.

## Bispos
|                          | Nome                                 | Período   | Notas                          |
| ------------------------ | ------------------------------------ | --------- | ------------------------------ |
| 7°                       | Pedro Cunha Cruz                     | 2015–2025 | Nomeado Bispo de Nova Friburgo |
| 6º                       | Diamantino Prata de Carvalho, O.F.M. | 1998–2015 |                                |
| 5º                       | Aloísio Roque Oppermann, S.C.I.      | 1991–1996 | Nomeado arcebispo de Uberaba   |
| 4º                       | Tarcísio Ariovaldo Amaral, C.Ss.R.   | 1985–1991 |                                |
| 3º                       | Othon Motta                          | 1960–1985 |                                |
| 2º                       | Inocêncio Engelke, O.F.M.            | 1935–1960 |                                |
| 1º                       | João de Almeida Ferrão               | 1909–1935 |                                |
| Bispos coadjutores       |                                      |           |                                |
|                          | Pedro Cunha Cruz                     | 2015      |                                |
|                          | Aloísio Roque Oppermann, S.C.J.      | 1988–1991 |                                |
|                          | Antônio Afonso de Miranda            | 1977–1981 | Nomeado bispo de Taubaté       |
|                          | Othon Motta                          | 1959–1960 |                                |
|                          | Inocêncio Engelke, O.F.M.            | 1924–1935 |                                |
| Administrador apostólico |                                      |           |                                |
|                          | Guilherme Porto                      | 1996-1998 | Vigário-Geral da Diocese       |
|                          | José d'Ângelo Neto                   | 1982–1984 | Arcebispo de Pouso Alegre      |

## Localização e números
A Diocese da Campanha faz parte do Regional Leste II da CNBB, que compreende o estado de Minas Gerais. Abrange 71 paróquias que estão espalhadas por 49 municípios do sul do estado.
É “uma porção do povo de Deus” (CIC. Cân. 369) que congrega cerca de 837 mil pessoas.
Municípios:
- Campanha
- Aiuruoca
- Alagoa
- Baependi
- Boa Esperança
- Cambuquira
- Campo do Meio
- Campos Gerais
- Careaçu
- Carmo da Cachoeira
- Carmo de Minas
- Carmo do Rio Claro
- Carvalhos
- Caxambu
- Conceição das Pedras
- Conceição do Rio Verde
- Coqueiral
- Cordislândia
- Córrego do Ouro
- Cristina
- Cruzília
- Dom Viçoso
- Elói Mendes
- Guapé
- Heliodora
- Ilicínea
- Itamonte
- Itanhandu
- Jesuânia
- Lambari
- Monsenhor Paulo
- Natércia
- Nepomuceno
- Olímpio Noronha
- Passa Quatro
- Pedralva
- Pouso Alto
- Santana da Vargem
- Santana do Capivari
- São Bento Abade
- São Gonçalo do Sapucaí
- São José do Alegre
- São Lourenço
- São Sebastião do Rio Verde
- São Thomé das Letras
- Seritinga
- Serranos
- Soledade de Minas
- Três Corações
- Três Pontas
- Varginha
- Virgínia